# Partido Democrático (Iugoslávia)
O Partido Democrático foi um partido liberal do Reino da Iugoslávia. O partido ganhou o maior número de deputados na primeira eleição do reino realizada em 1920: ocuparam 92 dos 419 assentos na assembleia constituinte. A partir de 1 de janeiro de 1922, participaram do governo do primeiro ministro Nikola Pašić do Partido Radical Popular. Juntamente com o Partido Radical Popular, os Democratas foram os principais defensores da constituição aprovada em 28 de junho de 1921. Membros do Partido Democrata foram significativamente envolvidos na fundação da Organização dos Nacionalistas Iugoslavos (ORJUNA) em 1921. Nas eleições de 1923, o número de deputados do partido na Assembleia Nacional caiu para 51. Em maio de 1924, os democratas se juntaram ao Bloco de oposição contra o governo Pašić, apelando para uma Iugoslávia democrática e pedindo uma participação justa no governo para croatas e eslovenos.
No início de 1924, o primeiro-ministro Pašić conseguiu ganhar o apoio de alguns deputados democratas ao redor de Svetozar Pribićević, para rejeitar especialmente as demandas croatas por mais influência. Portanto, o conflito entre Pribićević e o líder do partido Ljubomir Davidović aumentou. Enquanto Pribićević persistia intransigentemente no princípio da Iugoslávia unitária, Davidović favoreceu a moderação e as concessões considerando as demandas croatas. Por isso, Pribićević e quatorze colegas legisladores deixaram o Partido Democrata e fundaram o Partido Democrático Independente, que se juntou facilmente a uma coalizão do "Bloco Nacional" com o Partido Radical do primeiro ministro Pašić.